# Ramón Segura de la Garmilla
Ramón Segura de la Garmilla (1888-1939) fue un profesor y autor español.

## Biografía
Nacido en 1888, era natural de Badajoz. Fue catedrático de Gramática y Literatura castellanas en la Escuela Normal de Cáceres y publicó obras como Poetas españoles del siglo xx (Madrid, 1922), una antología de la que Gabriel Alomar critica que incluía a autores que no eran poetas. En 1934, durante la Segunda República, ocupó el cargo de alcalde de Pontevedra, reemplazando a Bibiano Fernández Osorio y Tafall. Segura de la Garmilla, que estuvo casado con Carmen Marcos, falleció hacia comienzos de abril de 1939.